# Assignment: Earth
Assignment: Earth är ett musikalbum från 1997 av det svenska synthpopbandet S.P.O.C.K.
Albumet finns i en specialutgåva på vinylskiva samt även en CD från Nordamerika.

## Låtlista
1. Not Human
2. Alien Attack
3. Out in Space
4. Astrogirl's Dilemma
5. E.T. Phone Home
6. Spooky
7. Force of Life
8. Meanwhile…
9. Space Seed
10. All the Children Shall Lead